# Siron
Siron – żyjący w I wieku p.n.e. filozof grecki działający w południowej Italii. Przedstawiciel epikureizmu. Był przyjacielem Cycerona, który wspominał go w swoich pracach oraz nauczycielem Wergiliusza, którego nauczał w Naples.